# Grusonia grahamii
Grusonia grahamii ist eine Pflanzenart in der Gattung Grusonia aus der Familie der Kakteengewächse (Cactaceae). Das Artepitheton grahamii ehrt ehrt den US-amerikanischen Topografen und Oberst James Duncan Graham (1799–1865), der das wissenschaftliche Korps bei der Vermessung der Grenze zwischen den Vereinigten Staaten und Mexiko kommandierte. Englische Trivialnamen sind „Graham’s Club Cactus“, „Graham’s Dog Cactus“ und „Mounded Dwarf Cholla“.

## Beschreibung
Grusonia grahamii wächst niedrigbleibend und bildet Matten von 8 bis 20 Zentimeter Höhe. Die Wurzeln sind knollenförmig. Die zylindrischen, gebogenen und zu ihrer Basis hin verschmälerten Triebabschnitte sind mit schmalen, 1 bis 1,5 Zentimeter langen Höckern besetzt. Die Triebabschnitte sind 3 bis 7,5 Zentimeter lang und weisen Durchmesser von 1,5 bis 3,5 Zentimeter auf. Die kreisrunden Areolen sind mit weißer bis gelblicher Wolle sowie weißen bis gelben, bis zu 6 Millimeter langen und an den unteren Areolen sehr zahlreichen Glochiden besetzt. Die sechs bis 15 weißen bis rötlich braunen Dornen befinden sich mehrheitlich an den Areolen in der Nähe der Triebspitzen. Die oberen Dornen sind aufsteigend, spreizend und drehrund, die unteren Dornen sind weiß, abstehend, die am Rand befindlichen etwas abwärts gebogen sowie kantig bis abgeflacht bis etwas drehrund.
Die leuchtend gelben Blüten erreichen Längen von 2 bis 2,5 Zentimeter. Die zylindrischen bis ellipsoiden, gelblichen Früchte sind fleischig und mit gelben Glochiden besetzt. Sie sind 2,5 bis 3,5 Zentimeter lang.

## Verbreitung, Systematik und Gefährdung
Grusonia grahamii ist in den Vereinigten Staaten im Süden von New Mexico und im Südwesten von Texas sowie in den mexikanischen Bundesstaaten Chihuahua und Durango in der Vegetation der Chihuahua-Wüste verbreitet.
Die Erstbeschreibung als Opuntia grahamii erfolgte 1856 von George Engelmann. Harold Ernest Robinson stellte die Art 1973 in die Gattung Grusonia. Weitere nomenklatorische Synonyme sind Cactus emoryi (Engelm.) Lem. (1868) und Corynopuntia emoryi (Engelm.) M.P.Griff. (2003)
In der Roten Liste gefährdeter Arten der IUCN wird die Art als „Least Concern (LC)“, d. h. als nicht gefährdet geführt. Die Entwicklung der Populationen wird als stabil angesehen.

## Nachweise